# Synowij Kowalyk
Synowij Kowalyk (ukrainisch Зиновій Ковалик – auch Senon oder Senobius; 18. August 1903 – 1941?) war ein ukrainischer griechisch-katholischer Priester und Märtyrer.

## Kindheit und Familie
Synowij Kowalyk wurde im Dorf Iwatschiw Horischnij in der Nähe von Ternopil, im damaligen österreichischen Galizien, geboren. Seine Familie waren Landarbeiter und praktizierende Christen. Synowij verspürte in jungen Jahren eine Berufung zum katholischen Priestertum. Er war für seine gute Stimmlage, sein fröhliches Temperament und seine starke Persönlichkeit bekannt.

## Wirken als Redemptorist
Nachdem er kurze Zeit an einer Grundschule unterrichtet hatte, trat er im Alter von 25 Jahren in das Noviziat der Redemptoristen ein und legte am 26. August 1926 seine erste Ordensprofess ab.
Nach dem Noviziat studierte er Philosophie und Theologie in Belgien. Er kehrte in die Ukraine zurück und wurde am 9. August 1932 zum Priester geweiht. Seine Primiz feierte er am 4. September 1932 in seinem Dorf Iwatschiw.
Kowalyk reiste dann mit Bischof Mykolaj Tscharnezkyj (der ebenfalls Märtyrer wurde) nach Wolhynien, um unter den Ukrainern der orthodoxen Ostkirche zu arbeiten und die Ökumene zu fördern. Kowalyk war ein guter Sänger und Prediger. Es heißt, dass er einen goldenen Mund hatte und dass seine Predigten Tausende von Menschen anzogen und sie zu einer größeren Hingabe an Jesus und Maria führten. Nach einigen Jahren ging er nach Stanislawiw (heute Iwano-Frankiwsk), um dort das Amt des Provinzverwalters zu übernehmen. Gleichzeitig engagierte er sich sehr für die traditionelle Praxis der Redemptoristen, Missionen in der Region durchzuführen.
Unmittelbar vor dem Einmarsch sowjetischer Soldaten im Jahr 1939 reiste er in das Redemptoristenkloster in Lemberg und übernahm dort das Amt des Verwalters. Aufgrund der kommunistischen Präsenz konzentrierten sich viele Geistliche bei ihren Predigten auf geistliche Themen. Fragen der Freiheit und Gerechtigkeit klammerten sie aus. Kowalyk zörgerte jedoch nicht, die sowjetische Ideologie und damit einhergehende atheistische Bräuche öffentlich zu verurteilen. Auf Warnungen von seinen Freunden soll er geantwortet haben: „Wenn es Gottes Wille ist, bin ich bereit zu sterben, aber ich kann angesichts einer solchen Ungerechtigkeit nicht schweigen.“ Am Fest der Himmelfahrt Mariens, dem 15. August, im Jahr 1940 hielt er eine Predigt, die Berichten zufolge etwa zehntausend Gläubige anlockte.

## Verhaftung und Ermordung
Am 20. Dezember 1940 wurde Kowalyk von der sowjetischen Geheimpolizei aus seinem Kloster abgeholt, weil er am Fest der Unbefleckten Empfängnis (8. Dezember) eine Predigt gehalten hatte. Er wurde beschuldigt, ein Spion zu sein. Während seiner sechsmonatigen Inhaftierung im Gefängnis von Bryhidky wurde er wie viele andere verhört und gefoltert. Im Gefängnis setzte er seinen Dienst fort, indem er mit den anderen Gefangenen betete, ihnen die Beichte abnahm, Exerzitien abhielt, Katechismusunterricht erteilte und sie mit religiösen Erzählungen und Geschichten aus der Bibel tröstete.
Am 22. Juni 1941 begannen die deutschen Truppen ihre Offensive gegen die Sowjetunion, und sieben Tage später fiel die Stadt Lemberg. Während die deutsche Armee vorrückte, exekutierten die sowjetischen Wachen 7000 Gefangene, bevor sie sich zurückzogen. Zeugen berichten, dass Kowalyk nicht einfach erschossen, sondern an einer Korridorwand des Gefängnisses gekreuzigt, sein Bauch aufgeschlitzt und ein toter menschlicher Fötus eingesetzt wurde. In offiziellen sowjetischen Erklärungen heißt es, Kowalyk sei erschossen und nicht gekreuzigt worden.
Am 24. April 2001 wurde Kowalyk, zusammen mit anderen Redemptoristen, vom Heiligen Stuhl als Märtyrer anerkannt. Er wurde am 27. Juni 2001 von Papst Johannes Paul II. während seines Pastoralbesuchs in der Ukraine seliggesprochen. Der 27. Juni ist das Fest der Muttergottes von der Immerwährenden Hilfe, der Patronin der Redemptoristen.

## Vermächtnis
In seinen Memoiren berichtet Jaroslaw Lewyzkij von Kowalyks Predigten und dem Risiko, das sie auslösten. Seine Predigten sollen einen nachhaltigen Eindruck auf seine Zuhörer gemacht haben. Lewyzkij habe versucht, Pater Kowalyk davon zu überzeugen, mit dem Inhalt seiner Predigten diskreter zu sein. Kowalyk soll darauf nur eine Antwort gehabt haben: „Wenn das Gottes Wille ist, nehme ich den Tod gerne in Kauf, aber als Prediger werde ich niemals gegen mein Gewissen handeln.“